# BPY2
La proteína básica Y 2 específica del testículo también conocida como carga básica, ligada a Y 2 es una proteína que en los seres humanos está codificada por el gen BPY2 que reside en el cromosoma Y.

## Función
Este gen se encuentra en la parte no recombinante del cromosoma Y y se expresa específicamente en los testículos. La proteína codificada interactúa con la proteína ligasa de ubiquitina E3A y puede estar involucrada en el desarrollo de células germinales masculinas y en la infertilidad masculina. Existen tres copias casi idénticas de este gen en el cromosoma Y; dos copias forman parte de una región palindrómica. Este registro representa la copia fuera de la región palindrómica.